# Caudebronde
Caudebronde település Franciaországban, Aude megyében. Lakosainak száma 220 fő (2022. január 1.). Caudebronde Cuxac-Cabardès, Les Martys, Miraval-Cabardes, La Tourette-Cabardès és Villanière községekkel határos.

## Népesség
A település népességének változása:
| Lakosok száma | 195  | 154  | 151  | 162  | 191  | 189  | 189  | 206  | 215  | 220  |
|               | 1968 | 1982 | 1990 | 2006 | 2013 | 2015 | 2017 | 2019 | 2020 | 2022 |